# UFC on ESPN: Font vs. Vera
UFC on ESPN: Font vs. Vera（ユーエフシー・オン・イーエスピーエヌ：フォント・バーサス・ヴェラ、別名UFC on ESPN 35）は、アメリカ合衆国の総合格闘技団体「UFC」の大会の一つ。2022年4月30日、ネバダ州ラスベガスのUFC APEXで開催された。

## 大会概要
本大会はロブ・フォントとマルロン・ヴェラのバンタム級戦が組まれた。

## 試合結果

### プレリミナリーカード
第1試合 女子フライ級 5分3R
○  シャナ・ヤング vs.  ジーナ・マザニー ×
2R 3:11 TKO（パウンド）
第2試合 ライト級 5分3R
○  ナタン・レビー vs.  マイク・ブリーデン ×
3R終了 判定3-0（29-28、29-28、30-27）
第3試合 ウェルター級 5分3R
○  ゲイブリエル・グリーン vs.  ヨアン・レイネス ×
2R 4:02 TKO（右ボディブロー→パウンド）
第4試合 フライ級 5分3R
○  フランシスコ・フィゲイレード vs.  ダニエル・ラセルダ ×
1R 1:18 膝十字固め
第5試合 ヘビー級 5分3R
○  アレクサンドル・ロマノフ vs.  チェイス・シャーマン ×
1R 2:11 アメリカーナ・アームロック

### メインカード
第6試合 ミドル級 5分3R
○  クリストフ・ヨトゥコ vs.  ジェラルド・マーシャート ×
3R終了 判定3-0（30-27、30-27、30-27）
第7試合 フェザー級 5分3R
○  ダレン・エルキンス vs.  トリスタン・コネリー ×
3R終了 判定3-0（30-27、30-27、30-27）
第8試合 ライト級 5分3R
○  グラント・ドーソン vs.  ジャレッド・ゴードン ×
3R 4:11 リアネイキドチョーク
第9試合 フェザー級 5分3R
○  ジョアンダーソン・ブリート vs.  アンドレ・フィリ ×
1R 0:41 TKO（右フック→パウンド）
第10試合 ヘビー級 5分3R
○  アンドレイ・アルロフスキー vs.  ジェイク・コリアー ×
3R終了 判定2-1（27-30、29-28、29-28）
第11試合 138.5ポンド契約 5分5R
○  マルロン・ヴェラ vs.  ロブ・フォント ×
5R終了 判定3-0（48-47、49-46、49-46）
※フォントの体重超過によりバンタム級から変更。

### 各賞
ファイト・オブ・ザ・ナイト：マルロン・ヴェラ vs. ロブ・フォント
パフォーマンス・オブ・ザ・ナイト：ジョアンダーソン・ブリート、フランシスコ・フィゲイレード
各選手にはボーナスとして5万ドルが授与された。

### カード変更
負傷などによるカードの変更は以下の通り。